# Coeficiente (matemática)
En matemáticas, un coeficiente es un factor vinculado a un monomio. Dado un divisor del monomio, el coeficiente es el cociente del monomio por el divisor. Así el monomio es el producto del coeficiente y el divisor. Los diferentes coeficientes dependerán de la factorización del monomio.
Este suele estar junto a la letra que acompaña a la fracción algebraica.
Un coeficiente numérico es un  factor constante de un objeto específico. Por ejemplo, en la expresión 9x2, el coeficiente de x2  es 9. 
En álgebra elemental, coeficientes numéricos de términos semejantes se agrupan para simplificar las expresiones algebraicas.
El objeto puede ser cosas tales como una variable, un vector, una función, etc. En algunos casos, los objetos y los coeficientes están ordenados de la misma manera, dando lugar a expresiones tales como:
{\displaystyle a_{1}x_{1}+a_{2}x_{2}+a_{3}x_{3}+\cdots }
donde an es el coeficiente de la variable xn para cada n = 1, 2, 3, …
En un polinomio P(x) de una variable x, el coeficiente de xk puede ordenar por k, dando por ejemplo:
{\displaystyle P(x)=a_{k}x^{k}+\cdots +a_{1}x^{1}+a_{0}.}
Para el mayor valor de k, donde ak ≠ 0, ak se denomina primer coeficiente de P, ya que la mayor parte de las veces, los polinomios se escriben a partir de la izquierda, con la mayor potencia de x. Así, por ejemplo, el primer coeficiente del polinomio:
{\displaystyle \,4x^{5}+x^{3}+2x^{2}}
es 4
En un polinomio, se le llama coeficiente principal al coeficiente del término que tenga el exponente más grande. Por ejemplo, el siguiente polinomio tiene un coeficiente principal de 9:
{\displaystyle P(x)=9x^{4}+7x^{3}-2x^{2}+8x}

## Coeficiente binomial
Importantes coeficientes en matemáticas incluyen los coeficientes binomiales que son los coeficientes en la declaración del teorema del binomio. Estos se pueden encontrar parcialmente con el triángulo de Pascal.
Por ejemplo,
{\displaystyle (x+y)^{4}\;=\;x^{4}\,+\,4x^{3}y\,+\,6x^{2}y^{2}\,+\,4xy^{3}\,+\,y^{4}.}
El coeficiente 4 en los términos de xbyc - xcyb es conocido como el coeficiente binomial {\displaystyle {\tbinom {n}{b}}} o {\displaystyle {\tbinom {n}{c}}} (los dos tienen el mismo valor).

## Álgebra lineal
En álgebra lineal, el primer coeficiente de una fila en una matriz es la primera entrada no nula en aquella fila. Así, por ejemplo, dado:
{\displaystyle M={\begin{pmatrix}1&2&0&6\\0&2&9&4\\0&0&0&4\\0&0&0&0\end{pmatrix}}.}
El primer coeficiente de la primera fila es 1; 2 es el primer coeficiente de la segunda fila; 4 es el primer coeficiente de la tercera fila, y la última fila no tiene ningún coeficiente.
Aunque los coeficientes con frecuencia sean vistos como constantes en el álgebra elemental, con mayor frecuencia suelen ser variables. Por ejemplo, las coordenadas {\displaystyle (x_{1},x_{2},...x_{n})} de un vector (física) v en un espacio vectorial con base {\displaystyle \lbrace e_{1},e_{2},...e_{n}\rbrace }, son los coeficientes de los vectores de la base en la expresión
{\displaystyle v=x_{1}e_{1}+x_{2}e_{2}+...x_{n}e_{n}.}

## Aplicación en el cálculo diferencial
Si se quiere hallar la derivada de la función cuadrática {\displaystyle y=x^{2}}, se desarrolla el binomio {\displaystyle {(x+h)}^{2}=x^{2}+2xh+h^{2}}. El coeficiente del término en {\displaystyle h} que es {\displaystyle 2x} es la derivada de {\displaystyle x^{2}}. Obsérvese que si consideramos el trinomio del desarrollo como dependiente de {\displaystyle h}, el término lineal es {\displaystyle 2xh}.

## Notación científica
La notación científica se usa para representar números reales. Siendo r el número real a representar, la representación en notación científica está compuesta de tres partes:
{\displaystyle r=c\cdot b^{e}\,\!}
- c. El coeficiente, conformado por un número real con un solo dígito entero seguido de una coma (o punto) y de varios dígitos fraccionarios.
- b. La base, que en nuestro sistema decimal es 10, y en el sistema binario de los computadores es 2.
- e. El exponente entero, el cual eleva la base a una potencia.

## Ejemplos de coeficientes físicos
1. Coeficiente de dilatación térmica (termodinámica) (sin dimensiones) - Relaciona el cambio en la temperatura con el cambio en las dimensiones de un material.
2. Coeficiente de reparto (KD) (química) – Relación entre las concentraciones de un compuesto en una mezcla de dos disolventes inmiscibles en equilibrio.
3. Coeficiente Hall (física eléctrica) – Relaciona un campo magnético aplicado a un elemento con la tensión creada, la cantidad de corriente y el espesor del elemento. Es una característica de la que el conductor está hecho.
4. superficie de sustentación, y el área de la superficie de sustentación.
5. Coeficiente balístico (BC) (Aerodinámica) (unidades de kg/m²) - Una medida de la capacidad de un cuerpo para vencer la resistencia del aire en vuelo. El coeficiente balístico es una función de la masa, el diámetro y el coeficiente de arrastre.
6. Coeficiente de transmisión (mecánica cuántica) (sin dimensiones) - Representa el flujo de probabilidad de una onda transmitida respecto de la de la onda incidente. A menudo se utiliza para describir la probabilidad de una partícula para atravesar por efecto túnel a través de una barrera.
7. Coeficiente de amortiguamiento, relacionado con la fuerza de amortiguación de la velocidad del objeto cuyo movimiento se está midiendo.

## Química
Un coeficiente estequiométrico es un número colocado delante de un término en una ecuación química para indicar cuantas partículas toman parte en la reacción. Por ejemplo, en la fórmula:
2 H2 + O2 → 2 H2O
el número 2 delante de H2 es un coeficiente.